# Telegraafkantoor (Assen)
Het Telegraafkantoor (1874) is een voormalig kantoor voor telegrafie in de Nederlandse stad Assen.
Het Telegraafkantoor staat aan de Brink in Assen, binnen het beschermd stadsgezicht. Het werd gebouwd ter vervanging van een eerder telegraafkantoor op deze plaats uit 1854. Later kwam ook het postkantoor in dit pand.
Het gebouw, op een rechthoekige plattegrond, heeft drie bouwlagen en een zadeldak. Het is gebouwd in een sober neogotische stijl. Kenmerkend is de symmetrische indeling van de voorgevel, die alleen wordt onderbroken door de entree. De entree is aan de linkerkant aan de voorzijde van het gebouw geplaatst boven een hardstenen stoep met een kleine bordes. De twee buitenste traveeën eindigen in twee spitsboogbifora, met een gietijzeren roosvenster en romaanse kapitelen. De middenpartij van de voorgevel wordt beëindigd door een fries van uitgemetselde spitsboogjes.
Het gebouw werd al snel na ingebruikname te klein en in 1895 werd een nieuw Post- en Telegraafkantoor gebouwd aan de Zuidersingel in Assen. Het pand aan de Brink is sindsdien onder meer gebruikt als Rijks Dagnormaalschool (1905-1926), bibliotheek en jongerencentrum. Tegenwoordig (2010) is het in gebruik als kantoor. Het gebouw is een erkend rijksmonument.